# Fernand Meunier
Fernand Anatole Meunier (auch Ferdinand Anatole Meunier, * 23. April 1868 in Brüssel; † 13. Februar 1926 in Bonn) war ein belgischer Entomologe und Paläontologe.

## Leben
Fernand Meunier wirkte als Assistent beim Geologischen Dienst von Belgien und später als Kurator des Zoologischen Museums von Antwerpen.
Er beschrieb zahlreiche neue Insektenarten aus dem Baltischen Bernstein sowie von dem heute als Fossillagerstätte Rott bezeichneten Fossilvorkommen, das chronostratigraphisch aktuell dem Spät-Oligozän (Chattium) zugeordnet wird. Im Jahr 1894 wertete er die Sammlung Krantz in Bonn aus.
Als Erstbeschreiber benannte er unter anderem die Schlupfwespe Polysphincta statzi (Meunier, 1923) nach dem Fossiliensammler und späteren Kölner Lehrer und Entomologen Georg Statz und nach dem Fossiliensammler Heinrich Bauckhorn aus Siegburg, der über Jahre in Rott sammelte und als Königlicher Betriebsmeister bei der Königlichen Geschoßfabrik Wilhelmstraße tätig war, die Ameise Formica bauckhorni Meunier, 1915, die Langbeinfliege Hercostomus bauckhorni (Meunier, 1915) und die Termite Ulmeriella bauckhorni Meunier, 1920.
Der österreichische Entomologe und Paläontologe Anton Handlirsch stand seinen Anfangsschriften zum Teil sehr kritisch und ablehnend gegenüber und zeigte seine Sichtweise zur Arbeitsweise von Meunier 1889 eingehend und offen auf. Dabei warnte er die Herausgeber und Redakteure naturwissenschaftlicher Zeitschriften eindringlich vor der Aufnahme der Schriften von Meunier.
Ende 1918 musste Fernand Meunier wegen seiner Germanophilie Belgien verlassen und zog nach Bonn.
Er war Mitglied der Société scientifique de Bruxelles und seit 1890 Mitglied der Société entomologique de France.
Georg Statz benannte ihm zu Ehren 1936 die Köcherfliege Phryganea meunieri Statz, 1936.
Originale der von Fernand Meunier beschriebenen fossilen Insekten befinden sich in Deutschland unter anderem in der Originale-Sammlung der Bundesanstalt für Geowissenschaften und Rohstoffe in Berlin.
Seine Sammlung von rezenten Insekten mit 13 Boxen Hymenoptera und 91 Boxen mit Diptera ging aus dem Nachlass seiner Witwe 1932/33 zunächst an den Naturhistorischen Verein der Preussischen Rheinlande und Westfalens in Bonn und 1936 an das Zoologische Institut der Universität Bonn. Die Insektensammlung wurde 1945 bei der Bombardierung von Bonn vernichtet.

## Schriften (Auswahl)
- Observations sur quelques insectes fossiles du Musée de Munich. In: Bulletin de la Société Scientifique de Bruxelles, 22, 1898, S. 1–2
- Nuevas contribuciones a la fauna de los Himenópteros fósiles. In: Memorias de la Real Academia de Ciencias y Artes, 4 (34), Barcelona 1903, S. 4–12
- Monographie des Cecidomyidae, des Sciaridae, des Mycetophilidae et des Chironomidae de l'ambre de la Baltique. Bruxelles 1904 (Digitalisat)
- Un Odonatoptere du Rhetien (Lias inferieur) de Fort-Mouchard, pres des Arcures (Jura). In: Bulletin du Muséum national d’histoire naturelle, 1907 S. 521–523 (Digitalisat)
- Sur quelques diptères (Muscinae, Ortalinae, Helomyzinae) du copal Récent de Zanzibar. In: Annales de la Société scientifique de Bruxelles, 32, 1908, S. 252–256 (Digitalisat)
- Un Coniopterygidae du copal de récent de Madagascar [Nevr.] In: Bulletin de la Société entomologique de France. 1910, S. 164–166 (Digitalisat)
- Nouvelles recherches sur quelques insectes du terrain houiller de Commentry (Allier) (deuxième partie). Paris 1912 (Digitalisat)
- Nouvelles recherches sur quelques insectes du Sannoisien d’Aix-en-Provence. In: Bulletin de la Société Géologique de France, 4, 14, 1914, S. 187–198
- Über einige fossile Insekten aus den Braunkohlenschichten (Aquitanien) von Rott (Siebengebirge). In: Zeitschrift der Deutschen Geologischen Gesellschaft, 67, 1915, S. 205–217 (Digitalisat)
- Sur quelques insectes de l'Aquitainien de Rott, Sept Montagnes (Prusse rhénane). Verhandelingen der Koninklijke Akademie van Wetenschappen te Amsterdam, Tweede Sect. 20, 1917, S. 3–17
- Sur quelques insectes de l’Aquitanien de Rott (Sept-Monts, Rhénanie). In: Verhandelingen der Koninklijke Academie van Wetenschappen, 2, 20, Amsterdam 1917, S. 82–87
- Über einige Mycetophiliden und Tipuliden des Bernsteins nebst Beschreibung der Gattung Palaeotanypeza (Tanypezinae) derselben Formation. In: Neues Jahrbuch für Mineralogie, Geognosie, Geologie und Petrefaktenkunde, Stuttgart 1917, S. 73–106 (Digitalisat)
- Neue Beiträge über die fossilen Insekten aus der Braunkohle von Rott (Aquitanien) im Siebengebirge (Rheinpreußen). In: Jahrbuch der Preußischen Geologischen Landesanstalt, 39, 1919, S. 141–153
- Quelques insectes de l'Aquitanien de Rott, Sept-Monts (Prusse rhénane). In: Verslagen der Koninklijke Akademie van Wetenschappen te Amsterdam 22, Amsterdam 1920, S. 727–737 und 891–898
- Die Insektenreste aus dem Lutetien von Messel bei Darmstadt. In: Abhandlungen der Hessischen Geologischen Landesanstalt zu Darmstadt, 7, 3, Darmstadt 1921
- Sur quelques nouveaux insectes des lignites oligocènes (Aquitanien) de Rott, Siebengebirge (Rhénanie). Proc. Sect. Sci. K. Akad. Wet. Amst. 26, 1923, S. 605–612 (Digitalisat)